# Ménara (jardin)
Pour les articles homonymes, voir Menara (homonymie).
La Ménara (en arabe : حدائق المنارة) est un vaste jardin planté d'oliviers aménagé sous la dynastie des Almoahades à environ 45 minutes à pied de la place Jemaa el-Fna, au centre de Marrakech, au Maroc. Au cœur de ce jardin, un grand bassin au pied d'un pavillon sert de réservoir d'eau pour irriguer les agricultures. C'est un endroit très paisible, à l'écart du tumulte de la ville. C'est donc un lieu privilégié pour les promenades.
Le bassin est alimenté en eau grâce à un système hydraulique vieux de plus de 700 ans, qui achemine l'eau depuis les montagnes situées à 30 km environ de la ville de Marrakech. Ce bassin permet l'irrigation de l'oliveraie.